# Survive
Survive is een nummer van de Britse muzikant David Bowie, uitgebracht als de derde track op zijn album 'hours...' uit 1999. In januari 2000 werd het nummer uitgebracht als de derde single van het album en bereikte de 28e plaats in het Verenigd Koninkrijk. Net als enkele andere nummers van het album werd het oorspronkelijk geschreven voor de videogame Omikron: The Nomad Soul.
De videoclip van het nummer werd geregisseerd door Walter Stern, die ook de clip voor "Thursday's Child" regisseerde. Bowie is te zien in een donkere keuken, wachtend totdat zijn eieren gekookt zijn. Naarmate het nummer vordert, zweeft er een ei uit de pan en zweven de stoel, de tafel en uiteindelijk ook Bowie zelf door de kamer. Aan het eind van de clip komt alles weer op de grond terecht.

## Tracklijst
- Alle nummers geschreven door David Bowie en Reeves Gabrels.

Cd-versie 1 (Verenigd Koninkrijk)
1. "Survive (Marius de Vries mix)" - 4:18
2. "Survive (albumversie)" - 4:11
3. "The Pretty Things Are Going to Hell" (Stigmata-soundtrackversie)

- Deze versie bevat ook de videoclip voor "Survive" in QuickTime-formaat.

Cd-versie 2 (Verenigd Koninkrijk)
1. "Survive (live)" - 4:11
2. "Thursday's Child (live)" - 5:37
3. "Seven (live)" - 4:06

- Deze versie bevat ook de videoclip voor "Survive" in QuickTime-formaat. Alle liveversies zijn opgenomen tijdens de Hours Tour-show op 13 oktober 1999 in Parijs.

Cd-versie 1 (internationaal)
1. "Survive (Marius de Vries mix)" - 4:18
2. "Survive (albumversie)" - 4:11

Cd-versie 2 (internationaal)
1. "Survive (Marius de Vries mix)" - 4:18
2. "Survive (albumversie)" - 4:11
3. "Thursday's Child (live)" - 5:37
4. "Seven (live)" - 4:06

## Muzikanten
- David Bowie: zang, keyboard, akoestische gitaar, Roland TR-707 drumprogrammering
- Reeves Gabrels: elektrische en akoestische gitaar, drumloops en -programmering, synthesizer.
- Mark Plati: basgitaar, akoestische en elektrische gitaar, synth- en drumprogrammering, Mellotron
- Mike Levesque: drums
- Brendan Gallagher: gitaar op de Marius de Vries mix

## Covers
Het nummer werd in 2010 gecoverd door Moke, samen met het Metropole Orkest.